# Mezőfalva
Mezőfalva è un comune dell'Ungheria di 4.929 abitanti (dati 2001). È situato nella contea di Fejér.